# Курт Векманн
Курт Йоганн Фрідріх Людвіг Маріус Адольф Едуард Александер Векманн (нім. Kurt Johann Friedrich Ludwig Marius Adolf Eduard Alexander Weckmann; 18 листопада 1895, Шверін — 14 квітня 1981, Баден-Баден) — німецький воєначальник, генерал-лейтенант вермахту. Кавалер Німецького хреста в золоті.

## Біографія
Син старшого штабного скарбника Пауля Векманна і його дружини Маргарити, уродженої Бауманн. 14 березня 1914 року вступив до 58-го піхотного полку. Учасник Першої світової війни, з 7 серпня 1914 року бився у складі 3-ї роти свого полку. З 27 грудня 1915 року — офіцер для доручень. З 19 лютого 1917 року — ад'ютант залізничного відділу. З 29 березня 1917 року служив у штабі начальника польової залізниці, з 21 травня 1917 року — в штабі 1-го армійського корпусу, з 1 червня 1918 року — в штабі дирекції військової залізниці Варшави.
З 25 листопада 1918 року — ад'ютант 350-ї районної комендатури. З 26 січня 1919 року — командир 41-го добровольчого батальйону, з 1 травня 1920 року — роти 39-го піхотного полку, з 1 жовтня 1920 року — взводу 1-ї роти 2-го піхотного полку. З 15 січня 1921 року — батальйонний ад'ютант. З 1 жовтня 1923 року служив у штабі 1-ї дивізії (Кенігсберг), з 1 квітня 1924 року — в 1-му ескадроні 2-го кінного полку (Лик), з 1 жовтня 1924 року — в штабі 2-го піхотного полку (Алленштайн), з 1 жовтня 1925 року — в 4-й (кулеметній) роті свого полку (Алленштайн), з 1 жовтня 1926 року — в Статистичному відділі сухопутних військ Військового управління (Берлін), з 1 жовтня 1927 року — в 13-му кінному полку (Ганновер), з 1 квітня 1928 року — в 1-му ескадроні 12-го кінного полку (Грімма), з 1 травня 1929 року — в навчальному ескадроні свого полку (Гросенгайн). З 1 квітня 1930 року — командир 11-ї роти 9-го піхотного полку (Берлін). З 1 квітня 1933 року служив у штабі керівника артилерії 2-го військового округу (Штеттін), з 1 жовтня 1933 року — в штабі управління військової області Штеттіна. З 1 жовтня 1934 року — 1-й офіцер (начальник оперативного відділу) 2-ї дивізії (Штеттін). З 6 жовтня 1936 року служив у Генштабі 9-го службового управління сухопутних військ (Кельн). З 1 серпня 1938 року — інструктор Військової академії Берліна.
З 26 серпня 1939 року — начальник Генштабу 30-го армійського корпусу, з 25 жовтня 1940 року — 9-ї армії. 14 січня 1942 року відправлений у командний резерв ОКГ. З 20 лютого 1942 року — командир курсів офіцерів Генштабу, з 1 березня 1943 року — Військової академії. 1 червня 1944 року знову відправлений у командний резерв ОКГ. З 27 жовтня 1944 року — командир 274-ї піхотної дивізії. 8 липня 1945 року взятий у полон британськими військами в Норвегії. 17 травня 1948 року звільнений.
З 1952 року працював на французькі окупаційні війська. У 1962/68 роках — перший президент Товариства Клаузевіца.

## Звання
- Лейтенант (4 грудня 1914)
- Оберлейтенант (18 жовтня 1918)
- Ротмістр (1 листопада 1927)
- Гауптман (1 квітня 1930)
- Майор (1 травня 1934)
- Оберстлейтенант (1 жовтня 1936)
- Оберст (1 квітня 1939)
- Генерал-майор (1 лютого 1942)
- Генерал-лейтенант (20 квітня 1943)

## Нагороди
- Залізний хрест
  - 2-го класу (24 жовтня 1914)
  - 1-го класу (6 листопада 1918)
- Хрест «За військові заслуги» (Мекленбург-Шверін)
  - 2-го класу (16 березня 1915)
  - 1-го класу (4 жовтня 1917)
- Нагрудний знак «За поранення» в золоті (22 червня 1918)
- Бузька зірка прикордонної охорони «Буг» (26 лютого 1919)
- Почесний хрест ветерана війни з мечами (20 грудня 1934)
- Медаль «За вислугу років у Вермахті»
  - 4-го, 3-го і 2-го класу (18 років; 2 жовтня 1936) — отримав 3 нагороди одночасно.
  - 1-го класу (25 років; 1939)
- Медаль «У пам'ять 1 жовтня 1938 року» із застібкою «Празький град» (22 серпня 1939)
- Застібка до Залізного хреста 2-го і 1-го класу
- Німецький хрест в золоті (26 лютого 1942)
- Медаль «За зимову кампанію на Сході 1941/42» (5 серпня 1942)
- Нагрудний знак «За поранення» в золоті (2 січня 1943)
- Орден Хреста Свободи 1-го класу з мечами (Фінляндія; 15 серпня 1943)
- Орден «За заслуги перед Федеративною Республікою Німеччина», офіцерський хрест (1966)
- Перший почесний президент Товариства Клаузевіца (1969)